# Тораджа-садан
Тораджа-садан (индон. Bahasa Toraja Sadan) — один из австронезийских языков, распространён на юге Сулавеси.
По данным Ethnologue, количество носителей данного языка составляло 750 тыс. чел. в 2000 году.
На данном языке говорят в провинции Южный Сулавеси — округах Тана-Тораджа и Луву, а также в провинции Юго-Восточный Сулавеси — в районах Колака и Вундулако округа Колака. Некоторое количество носителей языка тораджа-садан проживает в городе Макасар.

## Диалекты
Выделяют следующие диалекты: макале (таллулембанна), рантепао (кесу), тораджа-барат (маппа-пана, западный тораджа). Самым престижным из них считается рантепао.